# Дорош Тарас Русланович
Тара́с Русла́нович До́рош (1987—2015) — сержант, Міністерство внутрішніх справ України, учасник російсько-української війни.

## Життєпис
Закінчив Львівську середню загальноосвітню школу № 42.
Доброволець, міліціонер, батальйон патрульної служби міліції особливого призначення «Львів» з 31 травня 2014-го, розвідник.
20 грудня 2014 року нагороджений Почесною грамотою Львівської ОДА.
14 січня 2015 року загинув при виконанні бойового завдання в Станиці Луганській — куля снайпера завдала поранення, не сумісного з життям.
Вдома залишилися батьки Руслан Миронович і Галина Володимирівна, дружина Уляна, сестра Анна-Марія. Похований в Малехові.

## Нагороди та вшанування
- Указом Президента України № 213/2015 від 9 квітня 2015 року, «за особисту мужність і високий професіоналізм, виявлені у захисті державного суверенітету та територіальної цілісності України, вірність військовій присязі», нагороджений орденом «За мужність» III ступеня (посмертно)[1].
- У львівській ЗОШ № 42 на вшанування пам'яті Дороша 19 березня 2015-го встановлено меморіальну дошку[2].
- Вшановується в меморіальному комплексі «Зала пам'яті», в щоденному ранковому церемоніалі 14 січня[3][4].